# Asia (Майами)
Аcия (Asia) (англ. Asia) — жилое здание-небоскрёб, расположенный в американском городе Майами, штат Флорида. Небоскрёб в район Даунтаун, в комплексе небоскрёбов «Брикелл». Высота 36-этажного небоскрёба составляет 147 метров (483 футов) и таким образом находится на тридцать третьем месте в рейтинге самых высоких зданий Майами.
Строительство жилого здания-небоскрёба «Asia» было начато в 2005 году и завершено в 2008 году. Здание построено в стиле восточноазиатской архитектуры, что само по себе напоминает название здания. Небоскрёб «Asia» является частью новых жилых комплексов построенных в период 2005—2010 годов. Архитектором и строителем здания является американская архитектурная компания — «J Scott Architecture». В 36-этажном здании имеется пять скоростных лифтов. В небоскрёбе расположены жилые квартиры разных уровней, от маленьких до трёхэтажных элитных квартир оборудованные бассейном и другими удобствами.